# Ministerieel besluit
Een ministerieel besluit (MB) is een norm in het Belgisch recht die uitgaat van een individuele minister van de federale regering (of van een minister van een gemeenschaps- of gewestregering).
Volgens de Belgische Grondwet is de koning bevoegd voor de uitvoering van de wet.  In de praktijk komt dit neer op de federale regering als geheel, die optreedt door middel van een koninklijk besluit.  Voor detailmaatregelen kan echter de bevoegde minister individueel optreden.  Dit doet hij dan via een ministerieel besluit dat, net als de koninklijke besluiten, eerst in het Belgisch Staatsblad moet verschijnen vooraleer het bindend wordt.
Een ministerieel besluit kan nietig verklaard worden door de Raad van State.
Voor Nederland zie ministeriële regeling.